# 蒙雷阿勒新城
蒙雷阿勒新城（法語：Villeneuve-lès-Montréal，法語發音：[vilnœv lɛ mɔ̃ʁeal] ⓘ，意即为“蒙雷阿勒附近的新城”）是法国奥德省的一个市镇，位于该省西北部，属于卡尔卡松区。

## 地理
蒙雷阿勒新城（43°10'48"N, 2°6'41"E）面积2.2 平方千米，位于法国奧克西塔尼大區奥德省，该省份为法国南部沿海省份，北起塔恩省，西北接上加龙省，西接阿列日省，南至东比利牛斯省，东临地中海，东北与埃罗省接壤。
与蒙雷阿勒新城接壤的市镇（或旧市镇、城区）包括：卡亚韦勒、拉福尔斯、拉塞尔德普鲁耶、蒙雷阿勒。

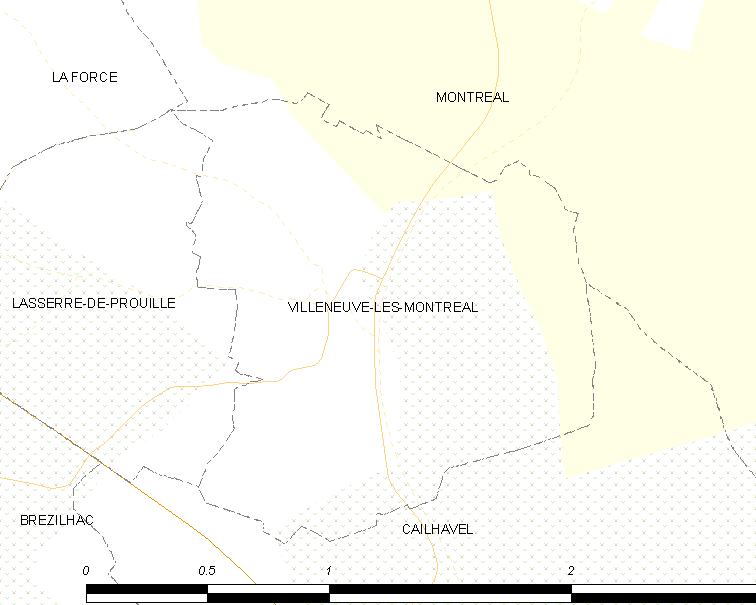
蒙雷阿勒新城的OSM定位图

蒙雷阿勒新城的时区为UTC+01:00、UTC+02:00（夏令时）。

## 行政
蒙雷阿勒新城的邮政编码为11290，INSEE市镇编码为11432。

## 政治
蒙雷阿勒新城所属的省级选区为努瓦尔山区拉马勒佩尔县。

## 人口

1962-2008年间蒙雷阿勒新城人口变化图示

蒙雷阿勒新城于2022年1月1日时的人口数量为337人。